# Ernest Gunther de Schleswig-Holstein-Sonderburg-Augustenburg
Ernest Gunther de Schleswig-Holstein-Sonderburg-Augustenburg (en alemany Ernst Günther Schleswig-Holstein-Sonderburg-Augustenburg i en danès Ernst Günther af Slesvig-Holsten-Sønderborg-Augustenborg) va néixer a Sønderborg (Dinamarca) el 14 d'octubre de 1609 i va morir al palau d'Augustenburg el 18 de gener de 1689. Era un príncep de la Casa d'Oldenburg, el tercer fill del duc Alexandre (1573-1627) i de la comtessa Dorotea de Schwarzburg-Sondershausen (1579-1639).
Després de la mort del seu pare, el 1627, va assumir la titularitat del ducat, que, tanmateix, comprenia només una cinquena part de les antigues possessions, ja que el ducat havia estat dividit entre els diferents fills. Ernest Gunther va establir-se al palau d'Augustenburg el 1660 adoptant el nom de la seva dona.

## Matrimoni i fills
El 15 de juny de 1651 es va casar a Copenhaguen amb la princesa Augusta de Schleswig-Holstein-Sonderburg-Glücksburg (1633-1701), filla del duc Felip (1584-1663) i de Sofia de Saxònia-Lauenburg (1601-1660). El matrimoni va tenir els següents fills:
- Frederic (1652-1692)
- Sofia Amàlia (1654-1655)
- Felip Ernest (1655-1677)
- Sofia Augusta, nascuda i morta el (1657).
- Lluïsa Carlota (1658-1740), casada amb el duc Frederic Lluís de Schleswig-Holstein-Sonderburg-Beck (1653-1728).
- Ernestina Justina (1659-1662)
- Ernest August (1660-1731)[2]
- Dorotea Lluïsa (1663-1721), abadessa d'Itzehoe.
- Un fill nascut mort el (1665).
- Frederic Guillem (1668-1714), casat amb Sofia Amàlia d'Ahlefeldt (1675-1741).